# Maillardia montana
Maillardia montana är en mullbärsväxtart som beskrevs av Jacques Désiré Leandri. Maillardia montana ingår i släktet Maillardia och familjen mullbärsväxter. Inga underarter finns listade i Catalogue of Life.